# 神學碩士

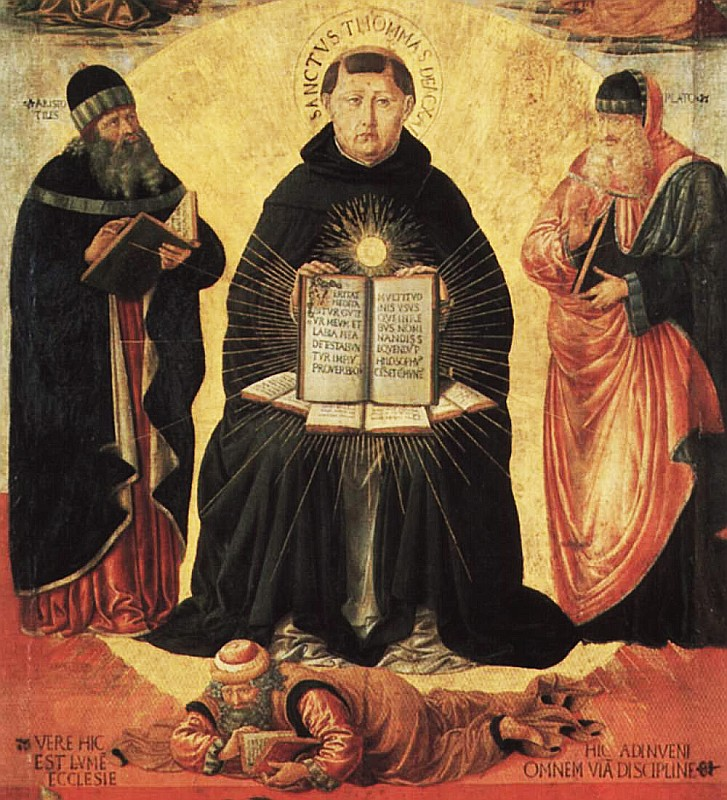
托马斯·阿奎那，十三世紀的基督教神學家

神學碩士（Master of Theology, Th.M.）是在大學或基督教神學院針對進階神學研究所設立的學位。一般需要有道學碩士、神學學士、教牧學士等神學或宗教研究領域基礎學位才能申請

## 北美
若要在北美聯合神學教育院校協會所認證的學院教授神學相關課程，至少要有神學碩士的學歷。神學碩士一般要先取得道學碩士或是其他三年的研究所神學課程後，才能進修神學碩士課程。神學碩士一般會有一年至二年有關特定神學主題的進行研究，可能需要綜合性的學科考試及研究論文，也可能不需要。
現今北美已較少學士級神學學位，進修神學第一個相關學位常是學士後的道學碩士，而神學碩士是強調學術研究的進階研究學位，也是在取得道學碩士後的第二個神學相關學位。
神學碩士學位通常作為終端學位，不過是否認定為終端學位還是取決於個人的教育路徑或所就讀的學術機構。有些學術機構在修讀哲學博士或神學博士學位的過程中，會頒授神學碩士學位。
另北美也有學校開設一神學碩士學位（Master of Sacred Theology, S.T.M.），等同於一般神學碩士（Th.M.），跟天主教神學碩士（S.T.L.）無關。

## 天主教
在天主教大學修習神學碩士（Licentiate in Sacred Theology, S.T.L.），至少要有天主教神學學士（S.T.B.）的學歷或補足相同等級神學課程。天主教神學碩士一般需修讀兩年。
此外，天主教道明會也會授予名譽神學碩士（Master of Sacred Theology, S.T.M.）此名譽學位。它是一個在最古老的意義上的“碩士學位”，可以類比為只授予已經是神學學者的道明會成員的榮譽博士學位。接收者必須是全職教授十年，並發表具有國際學術聲譽的書籍和文章。